# Diecezja Mendi
Diecezja Mendi – diecezja rzymskokatolicka w Papui-Nowej Gwinei. Powstała w 1958 jako prefektura apostolska. W 1965 podniesiona do rangi wikariatu apostolskiego, a rok później – do rangi diecezji. Autor herbu jest słowacki heraldyk Marek Sobola. Herb został przyjęty w 2016 roku.

## Biskupi ordynariusze
- Firmin Schmidt, O.F.M. Cap. (1959–1995)
- Stephen Reichert, O.F.M. Cap. (1995–2010)
- Donald Lippert, O.F.M. Cap. (2012–obecnie)